# Acta Horti Bergiani

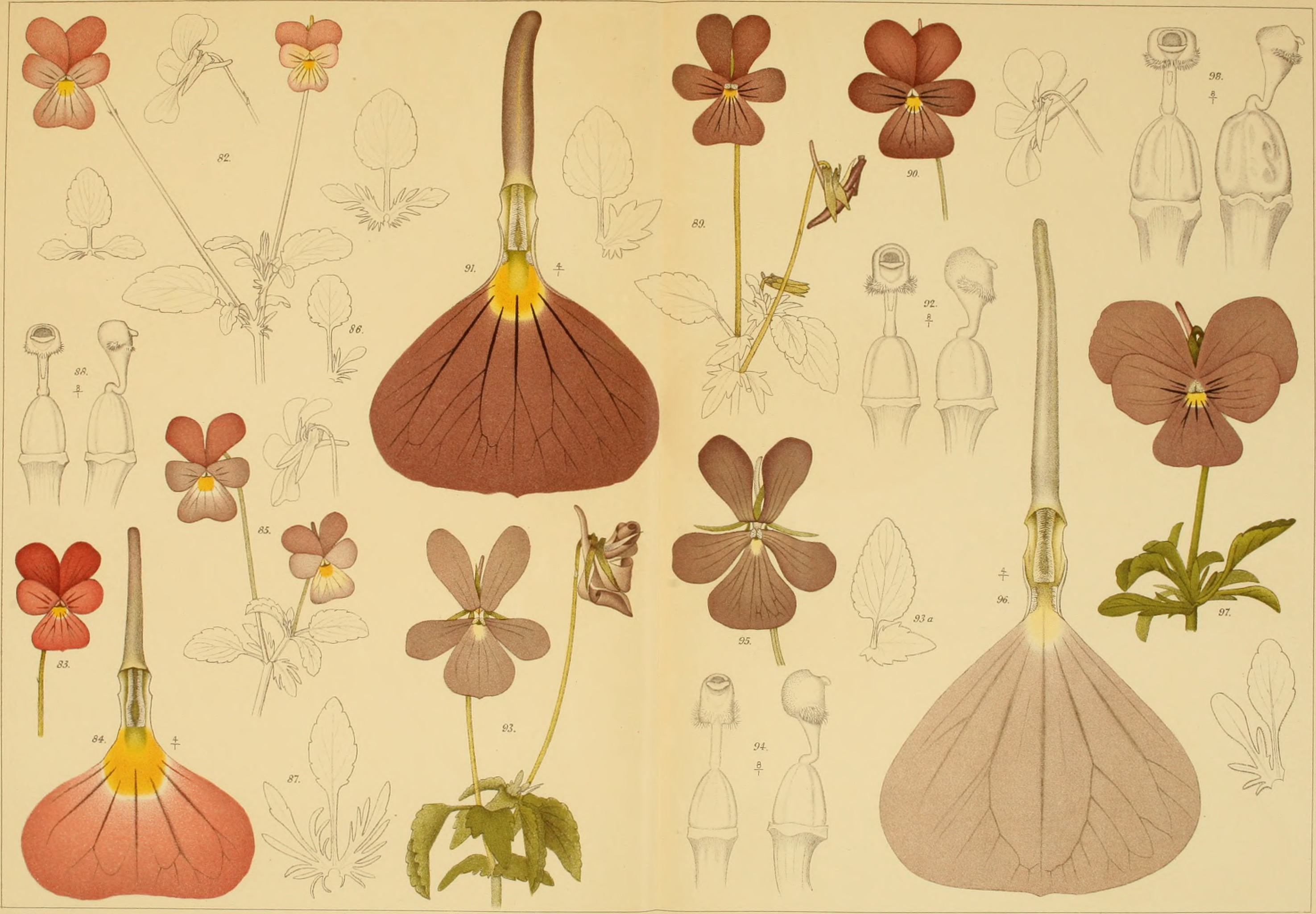

Acta Horti Bergiani (abreviado Acta Horti Berg.) fue una revista con ilustraciones y descripciones botánicas que fue editada en Suecia. Publicó 20 números en los años 1891 al 1966 con el nombre de Acta Horti Bergiani. Meddelanden fran Kongl. Svenska Vetenskaps-Akademiens Tradgard, Bergielund. Stockholm.